# Liste der Kulturdenkmale in Wüstenhain (Frohburg)
In der Liste der Kulturdenkmale in Wüstenhain sind die Kulturdenkmale des Frohburger Ortsteils Wüstenhain verzeichnet, die bis Juni 2024 vom Landesamt für Denkmalpflege Sachsen erfasst wurden (ohne archäologische Kulturdenkmale). Die Anmerkungen sind zu beachten.
Diese Aufzählung ist eine Teilmenge der Liste der Kulturdenkmale in Frohburg.

## Wüstenhain
| Bild                                    | Bezeichnung                                                                                      | Lage                             | Datierung                                                                  | Beschreibung | ID       |
| --------------------------------------- | ------------------------------------------------------------------------------------------------ | -------------------------------- | -------------------------------------------------------------------------- | --- | -------- |
| Direkt Bild zu diesem Denkmal hochladen | Vierseithof mit Wohnstallhaus, zwei Seitengebäuden und Scheune, sowie Einfriedung des Vorgartens | Wüstenhain 1 (Karte)             | Bezeichnet mit 1830 (Wohnstallhaus); 19. Jahrhundert (Scheune)             | Geschlossen erhaltene, ortsbildprägende Hofanlage mit wertvoller Gebäudesubstanz, Wohnstallhaus Obergeschoss Fachwerk und Segmentbogenportale, südliches Seitengebäude Obergeschoss Fachwerk, Scheune zum Teil in Fachwerk, nördliches Seitengebäude mit großer Tordurchfahrt, bau- und ortsgeschichtlich von Bedeutung. - Wohnstallhaus: Erdgeschoss massiv, Obergeschoss Fachwerk, Türen- und Fenstergewände Porphyrtuff, bezeichnet mit „GS 1830“, Satteldach mit weitem Traufüberstand, außenseitig jüngerer Anbau - Seitengebäude/Heuboden: massiv und Fachwerk, mittlere Durchfahrt, zum Teil Steingewände an Türen und Fenstern - Scheune: zweiteilig, massiv und Fachwerk, Hocheinfahrt mit Korbbogentor, südlicher Teil mit Krüppelwalmdach, Schößchenfenster auf der Hofseite, nördlicher Teil etwas niedriger mit Satteldach, Durchfahrt vermauert, rückwärtiger Giebel verbrettert - Seitengebäude/Stallgebäude mit Gesindestuben: Erdgeschoss massiv, Obergeschoss Fachwerk, Erdgeschoss teilweise Bruchsteinmauerwerk, Obergeschoss sehr regelmäßiges Fachwerk, Giebel massiv, Satteldach, zum Teil Porphyrtuffgewände - Vorgarten mit eiserner Einfriedung | 08970806 |
| Direkt Bild zu diesem Denkmal hochladen | Wohnhaus eines Vierseithofes sowie Brunneneinfassung im Hof                                      | Wüstenhain 3 (Karte)             | Bezeichnet mit 1893 (Wohnstallhaus); bezeichnet mit 1787 (Hofbrunnen)      | Stattlicher Putzbau mit Satteldach und Drillingsfenster im Giebel, ansprechende Gestaltung in spätklassizistischer Ausformung, ältere Brunneneinfassung in Rochlitzer Porphyrtuff (bezeichnet mit „A. S. 1787“), baugeschichtlich von Bedeutung. - Wohnhaus: Ziegelbau, verputzt, Natursteinsockel, Erdgeschoss Putzquaderung, Obergeschossfenster mit Verdachungen und Parapeten, Eckpilaster mit Spiegeln, schöne Drillingsfenster in den Giebeln, Fenster überwiegend erneuert - Brunneneinfassung: quadratisch | 08970802 |
| Direkt Bild zu diesem Denkmal hochladen | Bergkeller                                                                                       | Wüstenhain 3 (gegenüber) (Karte) | Um 1800                                                                    | Bruchsteinmauerwerk aus Porphyrtuff, rundbogiger Eingang, bau- und wirtschaftsgeschichtlich von Bedeutung. Eingang mit Rochlitzer Porphyrtuffeinfassung, originale Holztür mit Metallbändern. | 08970803 |
| Direkt Bild zu diesem Denkmal hochladen | Wohnstallhaus und Speicher eines Bauernhofes sowie Einfriedung des Vorgartens                    | Wüstenhain 4 (Karte)             | 17. Jahrhundert (Speicher); um 1800, jüngere Veränderungen (Wohnstallhaus) | Obergeschoss strebenreiches Fachwerk, Vordergiebel verschiefert mit Ornamenten, vor Wohnstallhaus hofseitig Terrasse, ortsbildprägende Hofanlage, der als Denkmal dazugehörende Speicher großartiger Bau von Seltenheitswert, baugeschichtlich von Bedeutung. - Wohnstallhaus: zweigeschossig, Erdgeschoss Ziegel- und Bruchsteinmauerwerk gemischt, Fachwerk im Obergeschoss mit Lehm- und Ziegelausfachung, vorderer Giebel in schwarzem Schiefer, Schmuckformen in Kunstschiefer, rückwärtiger Giebel massiv in Ziegel, steiles Satteldach, weiter Traufüberstand, an den Wohnstuben im Erdgeschoss Porphyrtuffgewände, Haustür mit Kunststeingewände (um 1890), Wohnzimmer mit Bretterdecke über Unterzug, auf der Westseite Anbau. - Speicher: großartiger Bau von Seltenheitswert, Bruchsteinmauerwerk, verputzt, steiles Satteldach (Deckung erneuert), Traufgesims mit Karniesprofil, Rundbogenportal weißlicher Porphyrtuff, Eichentür, dahinter Tonnengewölbe, zweites Portal erneuert, Rochlitzer Porphyrtuff, segmentbogig mit Schlussstein (um 1820), Speicher angeblich nach 1997 abgebrochen, 2015 nach Prüfung vor Ort noch vorhanden.                    | 08970804 |
| Direkt Bild zu diesem Denkmal hochladen | Brunneneinfassung im Hof eines Bauernhofes                                                       | Wüstenhain 5 (Karte)             | Bezeichnet mit 1868                                                        | In Rochlitzer Porphyrtuff, rund mit profiliertem Rand (bezeichnet mit „A. K. 1868“), kulturgeschichtlich von Bedeutung, im Gebrauch | 08970805 |

## Tabellenlegende
- Bild: Bild des Kulturdenkmals, ggf. zusätzlich mit einem Link zu weiteren Fotos des Kulturdenkmals im Medienarchiv Wikimedia Commons. Wenn man auf das Kamerasymbol klickt, können Fotos zu Kulturdenkmalen aus dieser Liste hochgeladen werden:
- Bezeichnung: Denkmalgeschützte Objekte und ggf. Bauwerksname des Kulturdenkmals
- Lage: Straßenname und Hausnummer oder Flurstücknummer des Kulturdenkmals. Die Grundsortierung der Liste erfolgt nach dieser Adresse. Der Link (Karte) führt zu verschiedenen Kartendiensten mit der Position des Kulturdenkmals. Fehlt dieser Link, wurden die Koordinaten noch nicht eingetragen. Sind diese bekannt, können sie über ein Tool mit einer Kartenansicht einfach nachgetragen werden. In dieser Kartenansicht sind Kulturdenkmale ohne Koordinaten mit einem roten bzw. orangen Marker dargestellt und können durch Verschieben auf die richtige Position in der Karte mit Koordinaten versehen werden. Kulturdenkmale ohne Bild sind an einem blauen bzw. roten Marker erkennbar.
- Datierung: Baubeginn, Fertigstellung, Datum der Erstnennung oder grobe zeitliche Einordnung entsprechend des Eintrags in der sächsischen Denkmaldatenbank
- Beschreibung: Kurzcharakteristik des Kulturdenkmals entsprechend des Eintrags in der sächsischen Denkmaldatenbank, ggf. ergänzt durch die dort nur selten veröffentlichten Erfassungstexte oder zusätzliche Informationen
- ID: Vom Landesamt für Denkmalpflege Sachsen vergebene, das Kulturdenkmal eindeutig identifizierende Objekt-Nummer. Der Link führt zum PDF-Denkmaldokument des Landesamtes für Denkmalpflege Sachsen. Bei ehemaligen Kulturdenkmalen können die Objektnummern unbekannt sein und deshalb fehlen bzw. die Links von aus der Datenbank entfernten Objektnummern ins Leere führen. Ein ggf. vorhandenes Icon  führt zu den Angaben des Kulturdenkmals bei Wikidata.